# Casearia samoensis
Casearia samoensis Whistler – gatunek rośliny z rodziny wierzbowatych (Salicaceae Mirb.). Występuje endemicznie na Wyspach Samoa. 

## Morfologia
PokrójZimozielone drzewo dorastające do 6 m wysokości.
LiścieBlaszka liściowa jest skórzasta i ma kształt od eliptycznego do jajowatego. Mierzy 10–24 cm długości, jest całobrzega, ma zbiegającą po ogonku nasadę i ostry wierzchołek. Ogonek liściowy jest nagi i dorasta do 8–21 mm długości.
KwiatySą zebrane po 18–25 w pęczki, rozwijają się w kątach pędów. Mają 4 działki kielicha o owalnym kształcie i dorastających do 5–7 mm długości. Kwiaty mają 10 pręcików.
OwoceMają jajowaty kształt i osiągają 2 cm średnicy.

## Biologia i ekologia
Rośnie w lasach, na terenach nizinnych.